# Gisela Walther
Gisela Walther, auch  Gisela Hasler und Gisela Walther-Hasler (* 27. März 1935; † 15. Mai 2018) war eine deutsche Choreografin und Ballettdirektorin.

## Leben
Gisela Walther war Absolventin der Dresdener Palucca-Schule und ab 1954 Tänzerin an der Deutschen Staatsoper Berlin. 1956 erarbeitete sie im Opernhaus Karl-Marx-Stadt ihre erste Choreografie, aus der bis 1985 über 1500 Tänze wurden. 1960 wechselte sie an die Musikalische Komödie Leipzig, wo sie als Ballettmeisterin und Choreografin beschäftigt war. 1964 wirkte Gisela Walther das erste Mal als Gast im Berliner Friedrichstadt-Palast, dem sie von 1965 bis 1990 fest als Choreografin, Ballettmeisterin und Ballettdirektorin angehörte. Hier erlangte sie Berühmtheit, als sie zur Eröffnung des neuen Friedrichstadt-Palastes eine Girlreihe aus 34 Tänzerinnen die große Showtreppe herunterkommen und auf der Bühne die langen Beine zur Musik in die Luft werfen ließ. Auch für den Film und für das Fernsehen war sie mehrfach tätig.
Gisela Walther, die mit dem Regisseur Joachim Hasler verheiratet war, starb im Mai 2018 im Alter von 83 Jahren an einem Krebsleiden und fand ihre letzte Ruhestätte bei ihrem Mann auf dem Auferstehungsfriedhof in Berlin-Weißensee.

## Filmografie (Choreografie)
- 1967: Hochzeitsnacht im Regen
- 1968: Heißer Sommer
- 1971: Osceola
- 1972: Nicht schummeln, Liebling!
- 1996: Gespräch mit dem Biest

## Auszeichnungen
- 1974: BZ-Kritikerpreis für die beste choreografische Leistung: Für die Revuen Melodie der Welt und Expo 74 im Friedrichstadt-Palast Berlin[3]
- 1977: Nationalpreis der DDR III. Klasse für Kunst und Literatur: Als Leiterin des Ballettensembles des Friedrichstadt-Palastes Berlin[4]
- 1984: Goethe-Preis der Stadt Berlin für Leistungen auf dem Gebiet der Kultur, Kunst und Literatur[5]